# روز جهانی رفع تبعیض نژادی

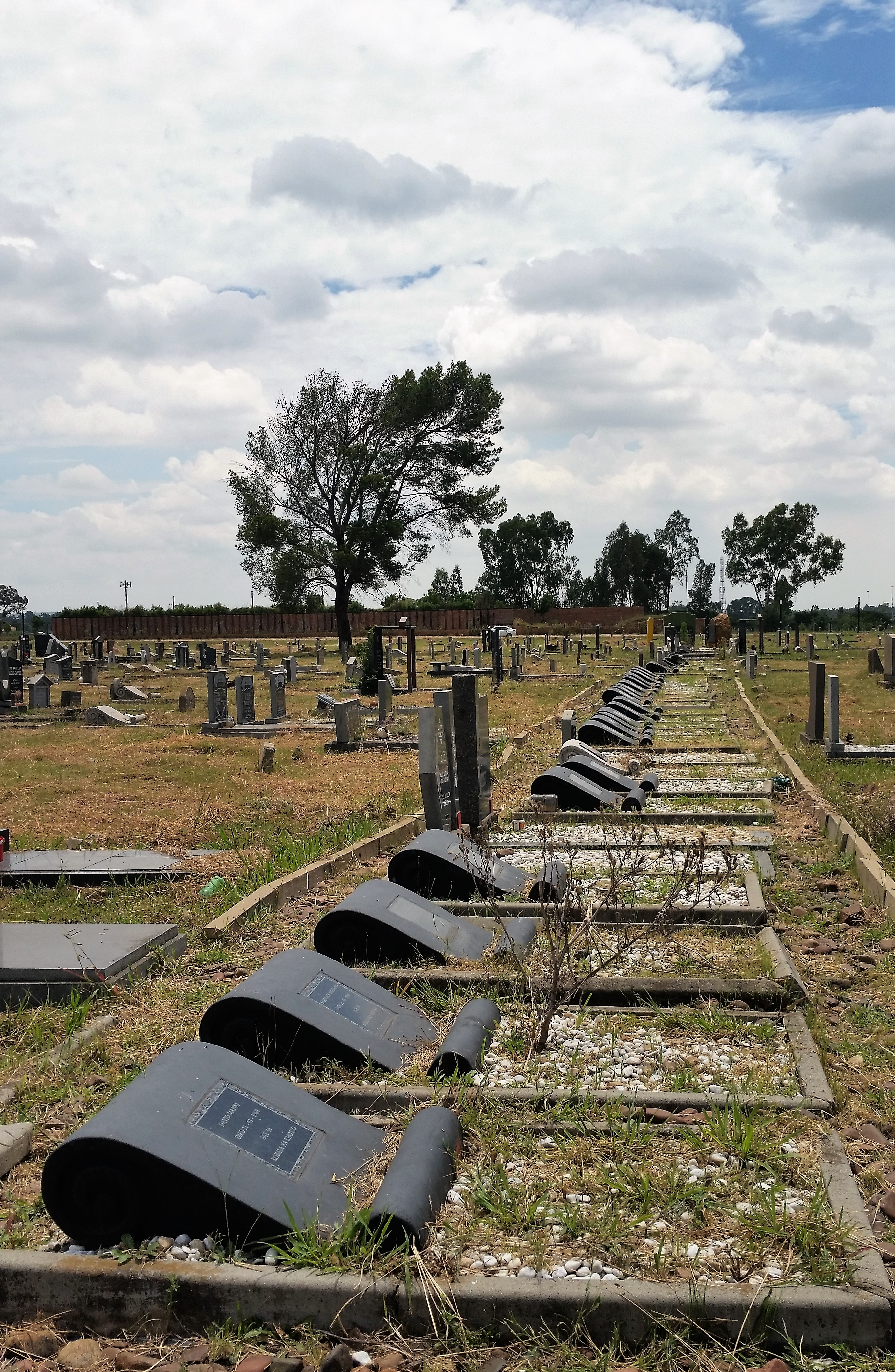
نمایی از ردیف قبرهای ۶۹ نفری که توسط پلیس در جریان تظاهرات (anti-pass) ضدآپارتاید در ایستگاه پلیس شارپویل در ۲۱ مارس ۱۹۶۰ کشته‌شدند. گورستان فلیندابا، شارپویل، آفریقای جنوبی - ۲۰۱۷

واژه آپارتاید (آپارتْهایْد، آپارتْهِیْد) به معنای جدایی و تفکیک می‌باشد و در اصطلاح با تبعیض نژادی و نژاد پرستی مترادف شده است گر چه اعمال سیاست‌های تبعیض نژادی از دوره آغاز استعمار و به ویژه از قرن هفدهم شکل گرفته و نقاط گسترده‌ای را شامل می‌گردید، اما به صورت مشخص، این کلمه از سال ۱۹۴۸ توسط دفتر مرکزی حزب ناسیونالیست کشور آفریقای جنوبی به کار گرفته شد هدف از اعلام و اعمال این سیاست جداسازی سفید پوستان از غیر سفید پوستان و به ویژه سیاهان بود. با این که بیش از ۸۰ ٪ جمعیت آفریقای جنوبی را غیر سفید پوستان تشکیل می‌دادند. اما اقلیت سفید پوست با اجرای سیاست‌های غیر انسانی، جامعه‌ای طبقاتی به وجود آورد. آنها رسماً اعلام کردند که سیاست آپارتاید همه گروه‌های نژادی را فروتر از سفید پوستان می داند و علی‌رغم اعتراضات افکار عمومی و سازمان‌های بین‌المللی، به رفتار خود ادامه دادند. این وضعیت تا آخرین دهه قرن بیستم ادامه داشت و سر انجام، تلاش‌ها و کوشش‌های مردمی به لغو این سیاست در هفدهم ژوئن ۱۹۹۱ میلادی انجامید. با این حال مسئله تبعیض نژادی در بسیاری از کشورها دارای نژادهای مختلف می‌باشند.